# Cantó de Londinières
El cantó de Londinières és un cantó francès del departament del Sena Marítim, situat al districte de Dieppe. Té 16 municipis i el cap és Londinières.

## Municipis
- Bailleul-Neuville
- Baillolet
- Bures-en-Bray
- Clais
- Croixdalle
- Fréauville
- Fresnoy-Folny
- Grandcourt
- Londinières
- Osmoy-Saint-Valery
- Preuseville
- Puisenval
- Sainte-Agathe-d'Aliermont
- Saint-Pierre-des-Jonquières
- Smermesnil
- Wanchy-Capval

## Història
| Data d'elecció                           | Identitat            | Partit                     | Qualitat |
| ---------------------------------------- | -------------------- | -------------------------- | -------- |
| 1945-19..                                | Gaston Decouvert     | RPF, després Divers droite |          |
| 19..-1973                                | M. Godouet           | Divers droite, després UDR |          |
| 1973-1992                                | Jean-Pierre Dancourt | Divers droite              |          |
| 1992-                                    | Michel Fouquet       | Divers gauche              |          |
| les dades anteriors no són pas conegudes |                      |                            |          |
|                                          |                      |                            |          |

## Demografia
| A partir de 1990: Població sense dobles comptes |